# Rymdresan
Rymdresan är en svensk familjefilm från 2020, regisserad av Patrik Forsberg med bland andra Teresa Cortes Eliasson, Theodor Haraldsson, Robert Gustafsson, Kim Sulocki i huvudrollerna.
Handlingen baseras på en bok av astronauten Christer Fuglesang, som också förekommer som statist i filmen.

## Handling
Efter att ha bråkat hamnar syskonen Marcus och Mariana på ett rymdskepp tillsammans med den lätt excentriska vetenskapsmannen Albert. Tillsammans reser de genom rymden på många spännande äventyr.

## Rollista
- Teresa Cortes Eliasson – Mariana
- Theodor Haraldsson – Marcus
- Robert Gustafsson – Albert Mann
- Kim Sulocki – lämmeln Lemming (röst)
- Jennie Silfverhjelm – Lisa
- Hedda Stiernstedt – Mariana som vuxen
- Zacharias Boustedt – Albert Mann som barn
- Henrik Hjelt[3]
- Olle Sarri[3]

## Produktion
Filmen producerades av Stiller Studios i samproduktion med bland annat Film i Väst.